# Archegosauroidea
Gli archegosauroidi (Archegosauroidea) sono una superfamiglia di anfibi temnospondili estinti, appartenenti agli stereospondilomorfi. Vissero esclusivamente nel Permiano.
Gli archegosauroidi sono considerati il sister taxon degli stereospondili (Stereospondyli), e comprendono le famiglie Sclerocephalidae, Archegosauridae e (probabilmente) Intasuchidae e Actinodontidae. La maggior parte degli archegosauroidi erano animali quasi completamente acquatici; almeno alcuni di essi (ad esempio Archegosaurus) erano fisiologicamente più simili ai pesci che ai moderni anfibi (Witzmann e Brainerd, 2017).